# 李佳穎
李佳穎（1983年2月14日—），台灣女演員。2000年，參與易智言導演之電影《藍色大門》的演員訓練。2003年，在餐廳打工被製作人詹仁雄發掘。引薦給廣告公司後，拍了多部MV及手機廣告，其中包括和周杰倫合作的〈外婆〉和〈心雨〉。
2004年，參加中視《我猜我猜我猜猜猜》，脫穎而出獲得笑顔美少女單元冠軍。
2005年，參與第三部戲劇演出，為導演王小棣所執導的《45˚C天空下》。
畢業於天主教輔仁大學大眾傳播研究所。

## 演出作品

### 劇集
| 年份   | 頻道            | 劇名                   | 角色          | 備註       |
| 2005年 | 公視            | 45˚C天空下             | 林宇青        | 第一女主角 |
| 2005年 | 公視            | 極限燙衣板             | 李佳穎        | 第一女主角 |
| 2006年 | 公視            | 米可，GO！             | 黃少萱        | 第一女主角 |
| 2006年 | 衛視            | 天使情人之我的野蠻女友 | 小靜          | 單元女主角 |
| 2008年 | 大愛            | 春風伴我行             | 姚若荷        | 第二女主角 |
| 2008年 | 公視            | 遺落的玻璃珠           | 湯春幼        | 第一女主角 |
| 2009年 | 大愛            | 愛主的心願             | 溫如玉        | 第一女主角 |
| 2009年 | 八大            | 桃花小妹               | 龔蕙琪        |            |
| 2010年 | 原視            | 看見天堂               | 小可          | 第一女主角 |
| 2010年 | 台視/三立都會台 | 倪亞達                 | 導師          | 客串       |
| 2010年 | 公視            | 那一年曾做錯的事       | 阿立          | 第一女主角 |
| 2010年 | 中視            | 料理情人夢             | 黎安安        | 第一女主角 |
| 2012年 | 華視            | 粉愛粉愛你             | 夏樂蒂/夏夢娜 | 第一女主角 |
| 2012年 | 華視            | 溫柔的慈悲             | 胡馨兒/李雅婷 | 第一女主角 |
| 2012年 | 大愛            | 風箏的祝福             | 賴曉逸        | 第一女主角 |
| 2013年 | 公視            | 刺蝟男孩               | 夏雨靜        | 第一女主角 |
| 2015年 | 三立都會台      | 莫非，這就是愛情       | 關曉彤        | 第一女主角 |
| 2015年 | 公視            | 長不大的爸爸           | 潘秀慧        | 第一女主角 |
| 2017年 | 中國 江蘇衛視   | 繁星四月               | 闵一蓉        |            |
| 2017年 | 搜狐视频        | 端脑                   | 孙盼盼        | 單元女主角 |
| 2020年 | Vidol           | 愛不愛栗絲             | 栗絲          | 第一女主角 |
| 2020年 | 台視/三立都會台 | 天巡者                 | 狐仙          | 客串       |
| 2023年 | Netflix         | 此時此刻               | 劉秀妍        | 客串       |

### 電影
| 年份   | 電影名稱                   | 飾演   | 備註     |
| 2007年 | 穿牆人                     | 諾諾   |          |
| 2008年 | 一八九五乙未               | 陳滿妹 |          |
| 2016年 | 鬼月                       | 柔柔   | 日本電影 |
| 2017年 | 齊天大聖之萬妖之城         | 珍珠   | 網路電影 |
| 2018年 | 濟公之英雄歸位             | 哪吒   | 網路電影 |
| 2018年 | 重案                       | 王麗娜 | 香港電影 |
| 2018年 | 最佳前男友之月老下凡來愛你 | 蘇米   | 網路電影 |
| 2019年 | 濟公之降龍有悔             | 哪吒   | 網路電影 |
| 2019年 | 庖丁傳奇之金刀御廚         | 陸芝珍 | 央視電影 |
| 2019年 | 北城百畫帖                 | 啟子   |          |
| 2020年 | 庖丁傳奇之鴛鴦蝴蝶料理夢   | 陸芝珍 | 央視電影 |
| 2021年 | 重案行動之連環兇殺         |        | 網路電影 |
| 2022年 | 無邊界島嶼                 | 羅羅   | 電影     |

### 短片
- 2022年《這群人│校園大亂鬥-老師篇》飾卡哇依老師

### MV
- 2004年張清芳“對話練習”
- 2004年周杰倫“外婆”
- 2005年元衛覺醒“幸福下載”
- 2005年康康“你不愛我”
- 2006年周杰倫“心雨”
- 2006年許慧欣“放愛情一個假”
- 2007年許仁傑“不安靜的夜”
- 2008年吳克群“為你寫詩”
- 2008年小宇“沒那麼難”
- 2008年黃義達“愛了才懂”
- 2009年張棟樑“沉默的瞬間”
- 2009年小宇“愛上”
- 2010年S.H.E“你不會”
- 2010年周杰倫“超人不會飛”
- 2010年李易峰“那首歌”
- 2011年楊丞琳“曬焦的一雙耳朵”
- 2012年鄭家星“Love Me Now”
- 2016年廖允杰“Love Pain”
- 2019年家家“沒有錯”
- 2019年薛之謙“聊表心意”
- 2021年吳思賢“依然你在”
- 2021年吳思賢“我給的”
- 2023年丁噹“最好不要再遇見你”

### 舞台劇
- 2007年 兩廳院二十週年紀念戲《看不見的城市》 導演—鴻鴻/黎煥雄/魏瑛娟/陳立華 飾演—暮少女

## 主持作品
- 2005年 CHANNEL[V] ━ 《流行IN HOUSE時尚》特派外景主持
- 2018年 東森綜合台 ━ 《閨蜜愛旅行》
- 2021年 三立都會台 ━ 《綜藝大熱門》代班主持
- 2024年 超視、東森綜合台 ━ 《Chill Chill懂事長》卜學亮、廚佛瑞德主持 (一週播四天，場次為週三~週四主持，由於因懷孕安胎故缺席主持，從2024年6月5日起，由蔡黃汝替補代班主持。)

## 榮譽
| 年份 | 內容                                                                                               |
| ---- | -------------------------------------------------------------------------------------------------- |
| 2006 | - 《米可，go！》，入圍亞洲電視節最佳女演員。 - 第41屆金鐘獎戲劇節目最佳女主角獎入圍 《米可，GO！》 |
| 2007 | - 台北電影節評審團特別推薦女演員獎《穿牆人》                                                       |
| 2010 | - 第45屆金鐘獎迷你劇集（電視電影）最佳女主角獎入圍 《看見天堂》。                                  |

## 外部連結
- 李佳穎個人部落格 （页面存档备份，存于） ※台灣痞客邦空間
- 李佳穎的Facebook專頁
- junoohknow的Instagram帳戶
- 李佳穎Ivelyn的新浪微博
- 李佳穎在互联网电影资料库（IMDb）上的資料（英文）
- 在AllMovie上李佳穎的頁面（英文）
- 李佳穎在香港影庫上的簡介
- 李佳穎在豆瓣上的资料（简体中文）
- 李佳穎在时光网上的簡介（简体中文）